# Анна Саксонская (1437—1512)
Анна Саксонская (нем. Anna von Sachsen; 7 марта 1437, Майсен — 31 октября 1512, Нойштадт-ан-дер-Айш) — принцесса Саксонская, в замужестве курфюрстина Бранденбургская.

## Биография
Анна — дочь курфюрста Фридриха II и его супруги Маргариты, дочери герцога Австрийского Эрнста Железного.
12 ноября 1458 года в Ансбахе Анна вышла замуж за будущего курфюрста Бранденбурга Альбрехта Ахилла. В целях дальнейшего укрепления связей между Веттинами и Гогенцоллернами в брачном договоре предусматривалось сочетание брата Анны Альбрехта с дочерью Альбрехта Ахилла от первого брака Урсулой, но впоследствии и Альбрехт, и Урсула сочетались браком с детьми короля Богемии Йиржи из Подебрада.
Анна стала мачехой четырём детям Альбрехта Ахилла от первого брака с Маргаритой Баденской. В 1470 году Альбрехт Ахилл, правивший во франконских владениях Гогенцоллернов, взошёл на бранденбургский престол. В 1473 году Анна согласилась с династическим законом, предусматривавшим неделимость Бранденбургской марки, но разрешавшим поделить франконские владения между несколькими сыновьями. Это означало, что курфюрстом Бранденбурга стал Иоганн Цицерон, старший сын Альбрехта от первого брака, а два сына Анны унаследовали франконские владения.
После смерти Альбрехта Ахилла Анна проживала в Нойштадте-на-Айше, где держала пышный двор. Анна похоронена в Хайльсброннском монастыре.

## Потомки
- Фридрих II (1460—1536), маркграф Бранденбург-Ансбахский и Бранденбург-Байрейтский, женат на принцессе Софии Польской (1464—1512)
- Амалия (1461—1481), замужем за пфальцграфом Каспаром Цвейбрюккенским (1458—1527)
- Анна (1462)
- Барбара (1464—1515), замужем за герцогом Генрихом XI Глогувским и Кроссенским (ок. 1430—1476), затем за королём Богемии Уласло II (1456—1516)
- Альбрехт (1466)
- Сибилла (1467—1524), замужем за герцогом Юлих-Бергским Вильгельмом (1455—1511)
- Зигмунд (1468—1495), маркграф Бранденбург-Кульмбахский
- Альбрехт (1470)
- Доротея (1471—1520), аббатиса Бамбергского монастыря
- Георг (1472—1476)
- Елизавета (1474—1507), замужем за графом Германом VIII Геннеберг-Ашахским (1470—1535)
- Магдалена (1476—1480)
- Анастасия (1478—1534), замужем за графом Вильгельмом VII Геннеберг-Шлейзингенским (1478—1559)